# كريغ غيليسبي
كريغ غيليسبي (بالإنجليزية: Craig Gillespie)‏ ولد 1 سبتمبر 1967 هو مخرج أفلام أسترالي، اشتهر بأفلامه «لارس والفتاة الحقيقية» و «ليلة الرعب» وفيلم أنا، تونيا.

## روابط خارجية
- كريغ غيليسبي على موقع IMDb (الإنجليزية)
- كريغ غيليسبي على موقع ألو سيني (الفرنسية)
- كريغ غيليسبي على موقع ميوزك برينز (الإنجليزية)
- كريغ غيليسبي على موقع أول موفي (الإنجليزية)
- كريغ غيليسبي على موقع بوكس أوفيس موجو (الإنجليزية)
- كريغ غيليسبي على موقع قاعدة بيانات الأفلام السويدية (السويدية)
- كريغ غيليسبي على موقع قاعدة بيانات الفيلم (الإنجليزية)
- كريغ غيليسبي على موقع كينوبويسك (الروسية)